# Hindské svátky
Toto je seznam svátků v náboženských tradicích, jež zejména západní religionistika označuje souhrnným termínem hinduismus.

## Guru Púrnimá
Jedná se o svátek zasvěcený všem guruům, duchovním učitelům. Slaví se rovněž jako narozeniny mudrce Vjásy, autora Mahabharáty. Je rozšířen v celé jižní Asii. 

Džinisté slaví svátek jako den, kdy Mahávíra přijal za žáka Indrabhuti Gautamu, později známého jako Gautam svámí. Ten byl prvním z jedenácti žáků Mahávíry.

## Makar Sankranti
Zimní slunovrat (podle indického astronomického roku). Slunce se vrací z jihu na sever. Symbolizuje vysvobození ze tmy nevědomosti a návrat světla poznání a moudrosti. Tento den se drží půst a dávají se dary chudým (zejména pokrývky a přepuštěné máslo – ghí). Je to první z důležitých koupelí (šahi snan, královská koupel) Kumbha mély v Prajágu, kterou zahajuje koupel světců z Mahánirváni Akháry. V některých částech Indie se tento den pořádají velkolepé soutěže v pouštění draků.

## Paush Púrnimá
Úplněk v měsíci Paush - den, kterým začíná Kumbha mélá nebo Mágh mélá v Prajágu. Den příznivý pro rozvoj duchovnosti.

## Mauni Amavasya
Nov - hlavní den Kumbha mély v Prajágu, Slunce i Měsíc stojí v Kozorohu a Jupiter ve Skopci. Měsíc v mytologii představuje pohár bohů, když dorůstá plní se nektarem Sóma, když ubývá, bohové nektar upíjejí. Nov je nejpříznivějším dnem měsíce, neboť bohové jsou uspokojeni (vypili všechen nektar) a zároveň je to začátek přibývání nového nektaru - proto se období následující po novu – světlá část měsíce, šuklapakša – považuje za šťastnější polovinu měsíce. Tento den se provádí koupel v Ganze a drží se půst.

## Vasant Pančamí
Vasant Paňčami je v Indii první jarní den. Je velmi vhodný pro intenzivní jógovou sádhanu.
Jí se žluté jídlo nebo jídlo obarvené šafránem. Žlutá barva je považována za šťastnou a duchovní.
Vasanta paňčamí je nejpříhodnější den k uctívání bohyně Sarasvatí. Ta jezdí na labuti, jež je jejím atributem.
V indické klasické hudbě je Sarasvatí patronem téměř všech hudebníků, ať už to jsou hinduisté nebo muslimové.

## Kartik Púrnimá
Narozeniny guru Nánaka, slavené na den úplňku v měsíci kartik.

## Mághi Púrnimá
Úplněk v měsíci Mágh, který je považovaný za obzvláště svatý a příznivý pro rozvoj duchovnosti, neboť v tomto měsíci Slunce začíná svou pouť z jihu na sever. Jedno z významných dat koupelí na Kumbha méle. nebo Mágh méle v Prajágu.

## Mahá Šivarátrí
Další ze dnů posvátných koupelí v rámci zimních svátků.

## Hólí
Svátek na počest Prahláda, oslava bhakti (lásky k bohu). 

Legenda osvětlující původ svátku vypráví o démonce Holice (odtud název) a jejím bratrovi, králi Hiranjkašajapovi. Jeho syn Prahlad se však rozhodl následovat Višnua a odvrátil se tak od svého otce. Sourozenci se proto rozhodli, že jej zabijí; Holika na sobě měla šátek chránící proti ohni (ovšem pouze o samotě, o čemž nevěděla), vzala si tedy na klín svého syna a skočila s ním do ohně. Plán na záchranu tím nevyšel, Prahlad byl zachráněn Višnuem a Holika uhořela. Poté Višnu zabil i jejího bratra a králem se místo něj stal Prahlad. Jako ponaučení z příběhu berou hinduisté to, že dobro vždy zvítězí nad zlem.

## Jarní Nava Rátri
Devítidenní půsty a uctívání Božské matky.

## Rámnavámi
Narození boha Rámy. Rámnavámi připadá na 9. den jasné poloviny měsíce Čaitra (březen – duben), tedy 9. den po novu. V den Rámnavámi by lidé měli co nejvíce opakovat Rámovo jméno a přijmout závazný slib, že povedou řádný život. Je to jeden z nejdůležitějších svátků višnuistické větve hinduismu, význam však má i pro šivaisty.

## Hanumán Džajanti
Slavnost věnovaná opičímu bohu Hanumánovi.
Šrí Hanumán je uctíván po celé Indii buď samotný nebo spolu s Pánem Rámou. Každý chrám šrí Rámy má svou sochu nebo obraz šrí Hanumána.
Hanumán byl avatárem Šivy. Jeho otcem byl bůh větru a matkou Andžani Déví. Je také nazýván Pavanasuta, Marutsuta, Mahávíra, Badžrangabali a Pavankumár. 

Hanumán byl živým ztělesněním moci Rámova jména. Byl ideálem nesobeckého služebníka, opravdového karmajogína. Sloužil šrí Rámovi s čistou láskou a oddaností, bez očekávání jakékoli odměny. Zasvětil život službě šrí Rámovi. Byl pokorný, moudrý a statečný. Prováděl skutky, které nedokázal nikdo jiný: překročil oceán pouhým opakováním Rámova jména, spálil hlavní město démonského krále Rávany, přinesl rostlinu sandžívní, aby zachránil život Lakšmany.
Jeho narozeniny připadají na Čaitra Šukla Purnimu – den úplňku v měsíci čaitra (březen – duben). V tento den je šrí Hanumán uctíván, drží se půst a předčítá se spis Šrí Hanumán Čalísa. Celý den se opakuje Rámovo jméno pro potěšení Hanumána.

## Gurupúrnima
Oslava vztahu Mistra a žáka. Narozeniny mahárišiho Vjásy, mytologického autora véd. Na tento den by měli praktikující duchovní praxi přijmout nové předsevzetí (sankalpu).

## Mahásamádhi Šrí Dévpurídžího
Den, kdy opustil tělo význačný jogín šrí Dévpurídží, ztělesnění šivovského principu.

## Narozeniny Svámí Mahéšvaránandy
Narozeniny význačného představitele hinduismu, Višvaguru Mahámandaléšvar Paramhans Svámího Mahéšvaránandy, který inspiroval vznik České hinduistické náboženské společnosti a také Jógy v denním životě.

## Rakša Bandhan
Svátek bratrů a sester, tedy oddaných duchovní praxi.

## Šrí Krišna Džajanti (Džanmasthámi)
Narození Krišny. Podle legendy se narodil ve vězeňské cele. V Indii se tento den slaví písněmi, čtením náboženských textů (zejména Mahabharáty), áratí - obřady uctívání božstva, foukáním na lastury (jeden z atributů Krišny, obdoba rohu k troubení) a houpáním kolébky se soškou Kršny. Hinduisté během Kršnových narozenin strojí děti do pestrobarevných kostýmů, procházejí centrem měst a tancem a písněmi oslavují zrození božstva. Nakonec zavěsí do výšky keramickou mísu s máslem a mladí muži musí vytvořit dostatečně vysokou lidskou pyramidu, aby mohli nádobu rozbít.

## Ganéš Čaturthi
Slavnost věnovaná bohu Ganéšovi.

## Narozeniny Svámího Mádhavánandy
Narozeniny Svámího Mádhavánandy, duchovního mistra a strýce Svámího Mahéšvaránandy (zakladatele Jógy v denním životě).

## Pitr Púrnimá
Úplněk zasvěcený vzpomínce na předky. Po něm následuje Pitr Pakša - období uctívání předků.

## Pitr Pakša
Období věnované vzpomínce na předky.

## Podzimní Nava Rátri
Začíná devítidenní půst na počest Božské Matky. Doslova znamená "devět nocí", slaví se tancem a modlitbami. Je zde uctívána bohyně Durga. V různých částech Indie jsou součástí oslav různé další zvyky a liší se i choreografie tanců.

## Vidžaja Dašámi (Dašera)
Svátek bohyně Durgy, oslava vítězství dobra nad zlem.

## Gándhí Džajanti
Výročí narození Mahátmy Gándhího.

## Sharad Púrnimá
Jedná se o noční svátek, v tento den dle víry hinduistů sesílá měsíc na Zemi chladivý nektar míru. Na některých místech Indie se jí mléčná rýže, obětovaná v měsíčním světle.

## Dípaválí (Díválí)
Svátek světla, narození význačného jogína, Bhagvána, Šrí Dípa Nárájan Maháprabhudžího, ztělesnění principu Višnua.

## Lakšmí Púdža
Svátek bohyně prosperity – Lakšmí.

## Mahásamádhi Šrí Mádhavánandy
Den smrti (vyvanutí) významného jogína Hindu Dharm Samrát Paramhanse Svámí Mádhavánandy.

## Mahásamádhi Šrí Maháprabhudžího
Den, kdy opustil tento svět významný světec Bhagaván Šrí Díp Nárájan Maháprabhudží, ztělesnění principu Višnua.